# العنف الأسري في بوليفيا

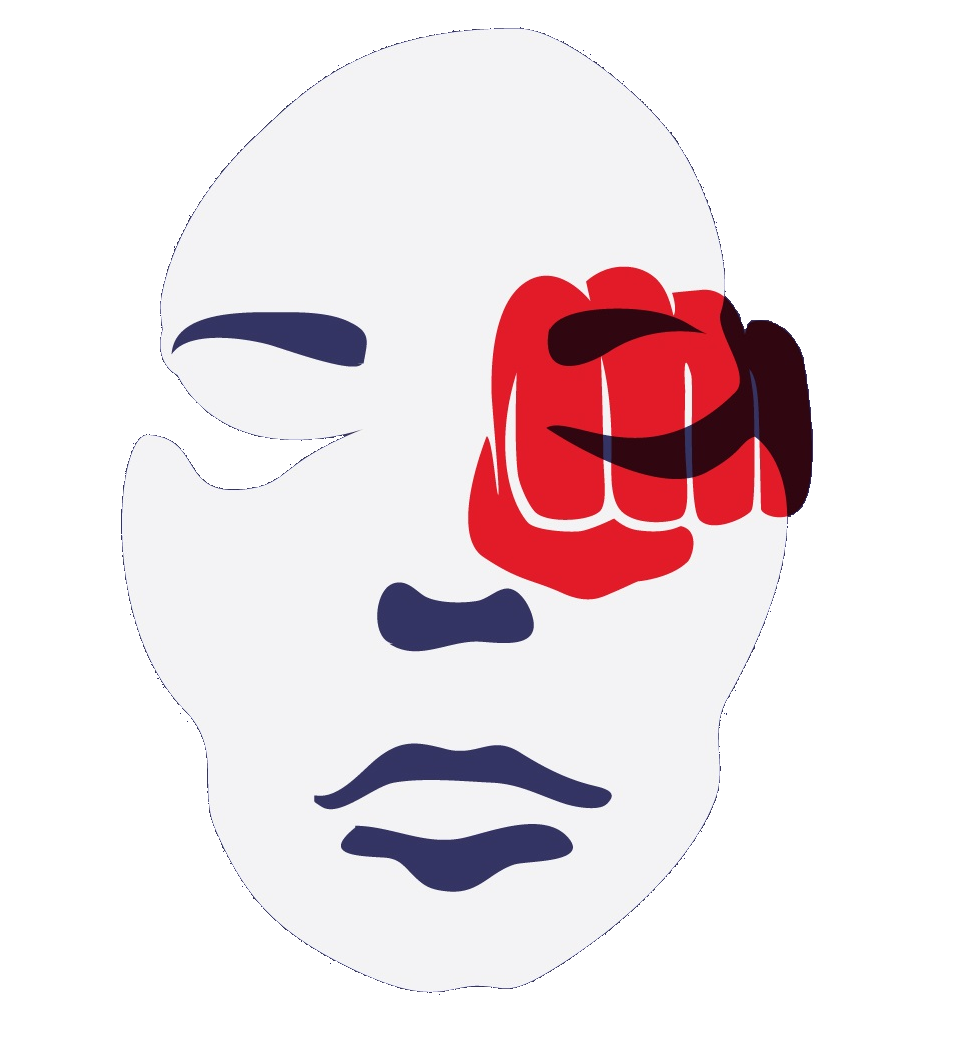
ملصق إعلاني روسي: ضد العنف الأسري

يعد العنف المنزلي في بوليفيا مشكلة منتشرة ولا يتم الإبلاغ عنها بشكل كاف. وفقاً لمركز إعلام وتنمية المرأة (CIDEM)، فإن 70٪ من النساء يعانين شكلاً من أشكال الإساءة. ولاحظت CIDEM أن إحصاءات عام 2006 «لا تعكس الحجم الكامل لمشكلة العنف ضد المرأة» وأن «عددا كبيرا من النساء» لم يبلغن عن العدوان الذي يواجهنه على أساس يومي. أظهر المسح الوطني الأكثر شمولاً حول العنف الأسري الذي أجراه المعهد الإحصائي الوطني في عام 2003 أن 64٪ من النساء كن هدفاً لشكل من أشكال الانتهاك العاطفي أو البدني أو الجنسي من شريكهن.

## عمل الحكومة
في عام 2013، أصدرت بوليفيا قانونًا جديدًا للعنف المنزلي شاملًا، يحظر العديد من أشكال إساءة معاملة النساء، بما في ذلك الاغتصاب الزوجي. وحتى 26 نوفمبر / تشرين الثاني 2006، بلغ لواء حماية الأسرة التابع للشرطة 894 8 حالة، مقارنة بحوالي 200 5 حالة في عام 2005، و 640 3 حالة من حالات تكرار المخالفين. تشير التقديرات إلى أن معظم حالات العنف المنزلي لم يتم الإبلاغ عنها.